# La scomparsa di Aquila Nera
La scomparsa di Aquila Nera è un racconto dello scrittore statunitense O. Henry.
Pubblicato inizialmente nel numero di marzo del mensile Ainslees’s Magazine, edito a New York , successivamente nel 1922 esce nella raccolta di racconti brevi Roads of destiny.

## Trama
Stati Uniti d'America, ultimi anni della Conquista del West. Chicken Ruggles è un bonario vagabondo che gira di saloon in saloon allo scopo di scroccare qualche bevanda gratis. Cacciato dall'ennesimo locale, incappa in una notte piovosa e si rifugia su un treno bestiame, che nella notte, mentre lui dorme, viaggia. Al mattino Ruggles si ritrova in mezzo alla prateria, a metà strada tra San Antonio e Laredo. Incamminatosi a piedi si imbatte prima in un cavallo selvaggio, che riesce a domare, poi in una baracca abbandonata, dove trova abiti, cibi, e armi. Vestitosi come un bandolero, raggiunge il campo del bandito Bud King, dove pur di farsi accettare si presenta come Capitan Montresor, venendo poi denominato Aquila Nera per le spacconate che racconta. Bud King, incredibilmente, decide di affidargli il comando della banda, che attua incruente scorrerie nei paesini tra il Texas e il Messico. Ma alla prima occasione Ruggles, imbattutosi in un carro bestiame come quello sul quale era partito, si libera di armi e vestiti e vi si nasconde, riprendendo così il suo onesto vagabondare tra lo stupore degli uomini di Bud King.

## Edizioni
In italiano il racconto è contenuto nella raccolta curata da Giorgio Manganelli Memorie di un cane giallo e altri racconti pubblicata nel 1980 da Adelphi.
Su Il Giornalino  n.2/1978 è stata pubblicata una versione ridotta a fumetti disegnata da Alarico Gattia  poi riedita nella raccolta Kirgiali e altre novelle, da Libreria della Famiglia, 1978.